# 인천광역시의 스포츠 시설 목록
인천광역시의 스포츠 시설 목록은 대한민국 인천광역시에서 스포츠 경기를 개최할 수 있는 스포츠 시설에 관한 목록이다.

## 육상
| 경기장                    | 좌석     | 수용     | 구       | 동     | 개장   | 홈 경기장 | 비고 |
| ------------------------- | -------- | -------- | -------- | ------ | ------ | --------- | ---- |
| 인천문학경기장            | 49,084석 | 50,500명 | 미추홀구 | 문학동 | 2002년 |           |      |
| 인천아시아드주경기장      | 29,465석 | 29,465명 | 서구     | 연희동 | 2014년 |           |      |
| 인천아시아드보조경기장    | 5,034석  | 5,034명  | 서구     | 연희동 | 2014년 |           |      |
| 인천문학경기장 보조경기장 | 5,000석  | 5,000명  | 미추홀구 | 문학동 | 2002년 |           |      |

## 축구
| 경기장                    | 좌석     | 수용     | 구       | 동     | 개장   | 홈 경기장 | 비고 |
| ------------------------- | -------- | -------- | -------- | ------ | ------ | --------- | ---- |
| 인천문학경기장            | 49,084석 | 50,500명 | 미추홀구 | 문학동 | 2002년 |           |      |
| 인천아시아드주경기장      | 29,465석 | 29,465명 | 서구     | 연희동 | 2014년 |           |      |
| 인천아시아드보조경기장    | 5,034석  | 5,034명  | 미추홀구 | 문학동 | 2014년 |           |      |
| 인천문학경기장 보조경기장 | 5,000석  | 5,000명  | 서구     | 연희동 | 2002년 |           |      |
| 남동공단근린공원          | 2,000석  | 2,000명  | 남동구   | 논현동 | 2008년 |           |      |
| 강서개화축구장            |          |          | 계양구   | 하야동 | 2010년 |           |      |
| 구월근린공원              |          |          | 남동구   | 구월동 | 2005년 |           |      |
| 늘솔길근린공원            |          |          | 남동구   | 논현동 | 2012년 |           |      |
| 소래샛길체육시설          |          |          | 남동구   | 수산동 | 2017년 |           |      |
| 인천대공원                |          |          | 남동구   | 장수동 | 2009년 |           |      |

## 참고 문헌
- 《2022년 전국 공공체육시설 현황 (2021년말 기준)》. 대한민국 문화체육관광부. 2023.
- 《2023 전국 공공체육시설 현황 (2022년 12월말 기준)》. 대한민국 문화체육관광부. 2024.
- 《2024년 전국 공공체육시설 현황(2023.12.31.기준)》. 대한민국 문화체육관광부. 2025.